# ブルゴス県
ブルゴス県（Provincia de Burgos）は、スペイン・カスティーリャ・イ・レオン州に属する県である。県都はブルゴス。
北と東は山脈を境としてカンタブリア州、バスク州ビスカヤ県、同州アラバ県、ラ・リオハ州、カスティーリャ・イ・レオン州ソリア県に接し、南と西はカスティーリャ・イ・レオン州セゴビア県、同州バリャドリッド県、同州パレンシア県に接している。

## 地理
ブルゴス県の北部には地中海へと流れ込むエブロ川が、南部には大西洋へと流れ込むドゥエロ川が流れている。つまり、県内には大西洋の外洋へ流れ込む河川と、地中海へ流れ込む河川の分水嶺が走っている。エブロ川流域に位置する県内の代表的な都市はミランダ・デ・エブロである。これに対して、ドゥエロ川の本流域に位置する県内の代表的な都市はアランダ・デ・ドゥエロである。また、県都のブルゴスは、ドゥエロ川の支流域に位置している。

### 人口
県内の住民の半分近くがブルゴス（178,574人）に住んでいる。ブルゴスには中世にカスティーリャ王国の都が置かれ、鉄道交通の要衝でもある。人口第2位のミランダ・デ・エブロ（約39,000人）もやはり鉄道交通の要衝である。人口第3位のアランダ・デ・ドゥエロ（約33,000人）は、南北に走る鉄道交通の上では単なる途中駅ながら、幹線道路のN122号線が東西に走っている。
| ブルゴス県の人口推移 1900－2010                         |
|                                                         |
| 出典:INE（スペイン国立統計局）1900年 - 1991年、1996年 - |

## 行政区画
ブルゴス県内には10のコマルカ、371のムニシピオがあり、その多くは人口100人未満の村である。ブルゴスの次に人口が多いのは、ミランダ・デ・エブロとアランダ・デ・ドゥエロで、その他の自治体は人口1万人未満である。

### 主な自治体 （2010年）
| 順位 | 基礎自治体                                                     | 人口    |
| ---- | -------------------------------------------------------------- | ------- |
| 1    | ブルゴス                                                       | 178,574 |
| 2    | ミランダ・デ・エブロ                                           | 39,038  |
| 3    | アランダ・デ・ドゥエロ                                         | 33,154  |
| 4    | ブリビエスカ                                                   | 7,843   |
| 5    | メディーナ・デ・ポマール                                       | 6,311   |
| 6    | ビジャルカージョ・デ・メリンダ・デ・カスティージャ・ラ・ビエハ | 4,855   |
| 7    | バジェ・デ・メナ                                               | 3,921   |
| 8    | レルマ                                                         | 2,798   |
| 9    | ロア                                                           | 2,458   |
| 10   | サラス・デ・ロス・インファンテス                               | 2,171   |

### 司法管轄区
県内は7つの司法管轄区に分けられている。
1. ブルゴス司法管轄区
2. アランダ・デ・ドゥエロ司法管轄区
3. ビジャルカージョ・デ・メリンダ・デ・カスティージャ・ラ・ビエハ司法管轄区
4. ミランダ・デ・エブロ司法管轄区
5. レルマ司法管轄区
6. ブリビエスカ司法管轄区
7. サラス・デ・ロス・インファンテス司法管轄区